# Los Fresnos
Los Fresnos és una població dels Estats Units a l'estat de Texas. Segons el cens del 2000 tenia 4.512 habitants.

## Demografia
Segons el cens del 2000, Los Fresnos tenia 4.512 habitants, 1.296 habitatges, i 1.092 famílies. La densitat de població era de 722,9 habitants/km².
Dels 1.296 habitatges en un 53,5% hi vivien nens de menys de 18 anys, en un 63,7% hi vivien parelles casades, en un 17,7% dones solteres, i en un 15,7% no eren unitats familiars. En el 14,2% dels habitatges hi vivien persones soles el 7,7% de les quals corresponia a persones de 65 anys o més que vivien soles. El nombre mitjà de persones vivint en cada habitatge era de 3,48 i el nombre mitjà de persones que vivien en cada família era de 3,86.
Per edats la població es repartia de la següent manera: un 36,4% tenia menys de 18 anys, un 9,2% entre 18 i 24, un 29,2% entre 25 i 44, un 17,1% de 45 a 60 i un 8,1% 65 anys o més.
L'edat mediana era de 28 anys. Per cada 100 dones de 18 o més anys hi havia 84,6 homes.
La renda mediana per habitatge era de 25.793 $ i la renda mediana per família de 27.670 $. Els homes tenien una renda mediana de 20.459 $ mentre que les dones 17.904 $. La renda per capita de la població era de 9.507 $. Aproximadament el 28,5% de les famílies i el 34,2% de la població estaven per davall del llindar de pobresa.

## Poblacions més properes
El següent diagrama mostra les poblacions més properes.